# Nederlands Genootschap van Burgemeesters
Het Nederlands Genootschap van Burgemeesters is de beroepsvereniging van de burgemeesters in Nederland. 
Alle burgemeesters (en de gezaghebbers van Caribisch Nederland) zijn lid van deze vereniging, die zich vooral richt op de ontwikkeling van de burgemeestersfunctie. Daarbij behoort de collectieve belangenbehartiging namens de burgemeesters, het verzorgen van een uitgebreid opleidingenprogramma voor de burgemeesters en het bevorderen van de onderlinge contacten tussen burgemeesters. Ook biedt het NGB ten tijde van crises ondersteuning aan burgemeesters. Hiertoe zijn de activiteiten van het Bestuurlijk Netwerk Crisisbeheersing overgenomen.
Het genootschap is opgericht in 1955 en is gevestigd in de Willemshof in Den Haag.